# Шошинский сельсовет
Шошинский сельсовет - сельское поселение в Минусинском районе Красноярского края.
Административный центр — село Шошино.

## Население
| 2010 | 2012 | 2013 | 2014 | 2015 | 2016 | 2017 |
| ---- | ---- | ---- | ---- | ---- | ---- | ---- |
| 700  | ↗702 | ↗715 | ↗720 | ↘714 | ↘700 | ↘697 |

## Состав сельского поселения
В состав сельского поселения входят 2 населённых пункта:
| № | Населённый пункт | Тип населённого пункта       | Население |
| - | ---------------- | ---------------------------- | --------- |
| 1 | Жерлык           | посёлок                      | 71        |
| 2 | Шошино           | село, административный центр | 629       |

## Местное самоуправление
Шошинский сельский Совет депутатов
Дата избрания: 14.03.2010. Срок полномочий: 5 лет. Количество депутатов:  7
Глава муниципального образования
- Золотарев Николай Александрович. Дата избрания: 14.03.2010. Срок полномочий: 5 лет